# Distrito electoral de Tryon (condado de McPherson, Nebraska)
Tryon (en inglés: Tryon Precinct) es un distrito electoral ubicado en el condado de McPherson en el estado estadounidense de Nebraska. En el Censo de 2010 tenía una población de 195 habitantes y una densidad poblacional de 0,53 personas por km².

## Geografía
Tryon se encuentra ubicado en las coordenadas 41°28′52″N 101°4′4″O / 41.48111, -101.06778. Según la Oficina del Censo de los Estados Unidos, Tryon tiene una superficie total de 370.97 km², de la cual 370.92 km² corresponden a tierra firme y (0.01%) 0.05 km² es agua.

## Demografía
Según el censo de 2010, había 195 personas residiendo en Tryon. La densidad de población era de 0,53 hab./km². De los 195 habitantes, Tryon estaba compuesto por el 96.41% blancos, el 1.03% eran afroamericanos, el 0% eran amerindios, el 0% eran asiáticos, el 0% eran isleños del Pacífico, el 0% eran de otras razas y el 2.56% pertenecían a dos o más razas. Del total de la población el 0.51% eran hispanos o latinos de cualquier raza.